# Wasyl Milianczuk

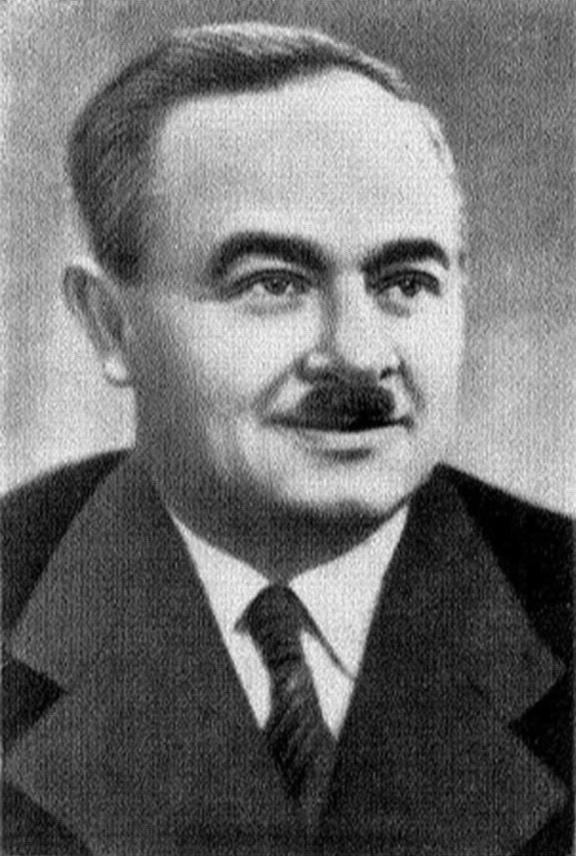

Wasyl Milianczuk (ur. 10 stycznia 1905 w Dobrowidce koło Kołomyi, zm. 9 listopada 1958 we Lwowie) – ukraiński fizyk-teoretyk, profesor Lwowskiego Uniwersytetu Państwowego im. Iwana Franki. Członek czynny Towarzystwa Naukowego im. Szewczenki. 

## Działalność naukowa
Wasyl Milianczuk już w czasie studiów opublikował w roku 1932 w „Zeitschrift für Physik” dwie prace naukowe o mechanice kwantowej Paula Diraca.
W roku 1933 ukończył studia w dziedzinie fizyki na Politechnice Lwowskiej i uzyskał stopień magistra nauk fizycznych.
W roku 1935 został skierowany na studia do Instytutu Fizyki Uniwersytetu Warszawskiego, Instytutu Fizyki Uniwersytetu Wileńskiego i do Instytutu Fizyki uniwersytetu w Lipsku.
W latach 1937–1939 był asystentem prof. Wojciecha Rubinowicza na Uniwersytecie Jana Kazimierza we Lwowie, a w latach 1945–1958 profesorem na wydziale matematyczno-fizycznym Uniwersytetu Państwowego im. Iwana Franki.
W serii prac, opublikowanych po 1947, opracował teorię wpływu niejednorodnych pól na charakter widm atomowych.
W 1949 rozpoczął prace nad elektrodynamiką kwantową i ogólną teorią pól kwantowych.
Prace prof. Milianczuka mają znaczenie w dziedzinie spektroskopii atomowej.

## Ważniejsze prace naukowe
- Zeemaneffekt der Quadrupollinien nach der Diracschen Theorie. Ztschr Physik 1932, B. 74
- Verwandlungseffekt der Quadrupollinien. Ztschr Physik 1932, B. 74
- Einfluss des magnetischen Feldes auf den Comptoneffekt. Acta Phys Pol 1934, T. 3
- „Wymuszone” linie dipolowe. Praca magisterska, Lwów, 1934;
- Prążki „wzbronione”. Mathesis Polska. 1938, T. 11, Nr. 3-4, S. 33-49.
- Влияние неоднородного поля заряженных частиц на смещение термов в газовых разрядах. ДАН СССР 1948, № 4
- О “запрещенных” компонентах в явлении Зеемана. ДАН СССР 1949, № 1
- Об одной возможности построения обобщенной линейной электродинамики. ДАН СССР 1950, № 5